# Paul Westmoreland
Paul „Okie Paul“ Westmoreland (* 19. September 1916 in Oklahoma; † 21. Juni 2005 in Kalifornien) war ein US-amerikanischer Country-Musiker, Songschreiber und Radiomoderator. Seine bekannteste Komposition ist Detour.

## Leben
Paul Westmoreland zog, wie viele andere Farmer und arme Landbewohner, in der Hoffnung auf Arbeit und Wohlstand während der Zeit der „Dust Bowls“ nach Kalifornien. Während des Zweiten Weltkriegs arbeitete er auf Feldern oder in der Rüstungsindustrie um Los Angeles. Mit Musik verdiente er sich bereits zu dieser Zeit etwas dazu. Nach dem Krieg zog er nach Sacramento, wo seine erfolgreichste Karrierephase begann. Schon 1946 hatte er seine eigene Radioshow und war bald bekannt als Okie Paul. Okie war die oftmals abwertende Bezeichnung der hinzugezogenen Landarbeiter aus Oklahoma, jedoch trug Westmoreland diesen Namen mit Stolz und fügte im Radio hinter einem Werbeblock den Satz „Tell ’em Okie Paul send ya, heah!“ („Sagt ihnen, Okie Paul schickt euch!“) hinzu.
Zur selben Zeit gründete er sein eigenes Plattenlabel, San Antonio Records, begann, Songs zu schreiben und eröffnete seine eigene Bar, das Detour Inn in Chico im nördlichen Sacramento. Dort stand er selbst hinter dem Tresen und trat als Musiker auf. Zusammen mit seiner Familie lebte er gleich neben seinem Lokal.
Seine Komposition Detour (There’s a Muddy Road Ahead) wurde kommerziell gesehen zu seinem größten Erfolg. Der Song wurde 1946 von dem Westküsten-Star Spade Cooley und dessen Western-Swing-Orchester aufgenommen und zu einem Hit gemacht. Noch im selben Jahr erzielten auch Foy Willing, Elton Britt und Wesley Tuttle große Erfolge mit dem Titel. Patti Pages Version aus dem Jahr 1951 hielt sich 16 Wochen in den US-Charts und stieg bis auf Platz 5.
Zu Westmorelands weiteren Erfolgen als Songschreiber zählen Lordy, Oh Lord, Save the Pieces und What’s Another Broken Heart to You. Neben eigenen Plattenveröffentlichungen auf seinem San-Antonio-Label spielte er auch Platten für Four Star Records ein. Meist wurden diese mit Westmorelands Band, den Pecos River Boys, eingespielt, mit denen er auch andere Künstler auf Aufnahmen begleitete.
Westmoreland blieb bis in die 1950er-Jahre hinein eine feste Größe der Musikszene an der Westküste Kaliforniens, vor allem um Sacramento. Er starb 2005 in Kalifornien. Sein Sohn Dave Westmoreland wurde ebenfalls Musiker.

## Diskografie
| Jahr                  | Titel                                                                     | #     | Anmerkungen |
| --------------------- | ------------------------------------------------------------------------- | ----- | ----------- |
| Veröffentlichte Titel |                                                                           |       |             |
| San Antonio Records   |                                                                           |       |             |
| 1946                  | Can’t Win, Can’t Place, Can’t Show / Trouble Keeps Hanging ’Round My Door | 101   |             |
| 1946                  | Wrong Side of the Track / Headin’ Down the Wrong Highway                  | 102   |             |
| 1946                  | Texas Steel Guitar / Oklahoma Bound                                       | 106   |             |
| 1946                  | One Way Street / From Now On                                              | 108   |             |
| 4 Star Records        |                                                                           |       |             |
| 1954                  | Howl and Prowl / No Tears Left                                            | 1648  |             |
| 1954                  | Hot Rod Rag / Caffeine and Nicotine                                       | 1651  |             |
| Pride Records         |                                                                           |       |             |
|                       | Richard Petty Does His Thing / Nothing Turns Out Right                    | 9-309 |             |